# Klíčové slovo
Klíčové slovo je pojem s více významy.

## Klíčové slovo v informatice
Klíčové slovo je v informatice slovo nebo identifikátor, který má specifický význam v programovacím jazyce. Význam klíčových slov se v různých jazycích liší. V mnoha jazycích, např. v jazyce C a podobných prostředích, jako je C++, je klíčové slovo vyhrazené, protože identifikuje syntaktickou formu. Slova užitá v řídicích strukturách, jako slova if, then a else, jsou klíčová slova. V těchto jazycích nesmí být tato slova použita jako jména proměnných nebo funkcí.
Některé programovací jazyky, např. PostScript, jsou v tomto ohledu liberální. Dovolují používat klíčová slova pro specifické účely.
Oproti tomu v programovacím jazyce Common Lisp jsou klíčová slova speciální skupinou symbolů nebo identifikátorů. Na rozdíl od ostatních symbolů, které obvykle stojí za proměnnou nebo funkcí, jsou klíčová slova samorozlišovací a sama se ohodnocují. Obvykle se užívají k pojmenování argumentů funkce a znázorňují symbolické hodnoty.
Jazyky se rozlišují dle toho, co je interpretováno jako klíčové slovo a co jsou knihovny procedur. Některé jazyky poskytují klíčová slova pro vstupně-výstupní operace, zatímco v jiných jsou součástí knihoven procedur. V Pythonu a mnohých dialektech BASICu je print klíčové slovo. Oproti tomu v jazyce C je printf funkcí ve standardní knihovně.
V jazycích obsahujících makra mohou být řídicí struktury, jako je if, implementovány jako makra nebo funkce. V jazycích bez těchto rysů jsou zpravidla klíčovými slovy.

## Klíčové slovo v knihovnictví a informační vědě
Klíčové slovo (keyword, key word) je významové slovo nebo slovní spojení, obvykle ve formalizované podobě, vybrané z názvu nebo textu dokumentu a sloužící jako věcný selekční údaj. Klíčová slova reprezentují (charakterizují) obsah dokumentu a umožňují dokument vyhledat.

## Klíčové slovo v marketingu
Pojem klíčové slovo byl původně používán ve významu dnešních tagů (metadata), tedy jakýchsi nálepek sloužících ke značkování a následnému třídění a vyhledávání obsahu. Dnes se obvykle jako klíčové slovo (případně klíčová fráze) označuje výraz, který se nejčastěji opakuje v textu (lingvistické pojetí klíčových slov).
V PPC reklamě jsou klíčová slova jedním ze stavebních bloků PPC kampaně pro vyhledávání a určují, zda se reklama na daný vyhledávací dotaz uživatele ve vyhledávači zobrazí, či nikoli. To lze ovlivnit také použitím adekvátní shody klíčových slov. Vyloučení reklamy z vyhledávání lze docílit pomocí negativních klíčových slov.

## Klíčové slovo při vyhledávání informací na internetu
Klíčová slova jsou rozsáhle využívána v oboru SEO (search engine optimization). Na webu jsou klíčová slova používána při vyhledávání webových stránek, a ty proto bývají na klíčová slova optimalizovány. Cílem je, aby se určená URL zobrazovala na neplacených pozicích na předních místech vyhledávačů.